# Belgica (navire, 1884)
Pour les articles homonymes, voir Belgica.
Ne doit pas être confondu avec Belgica (A962) ou Belgica (navire, 2021).
La Belgica (nom féminin) est un navire d'exploration scientifique belge connu pour avoir été utilisé lors de l'expédition antarctique belge d'Adrien de Gerlache de Gomery à la fin du XIXe siècle.
Il existe deux autre navires ayant été nommé Belgica: les navires de recherche oceanographiques  Belgica (A962) (nom masculin) entré en service en 1984 au sein de composante marine des forces armées belges remplacé en 2021 par Belgica.

## Historique

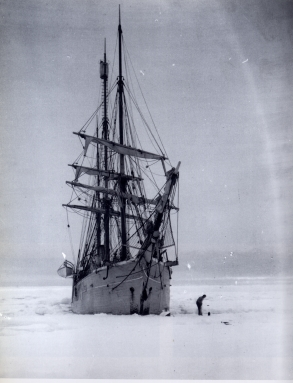
La SY Belgica dans la banquise

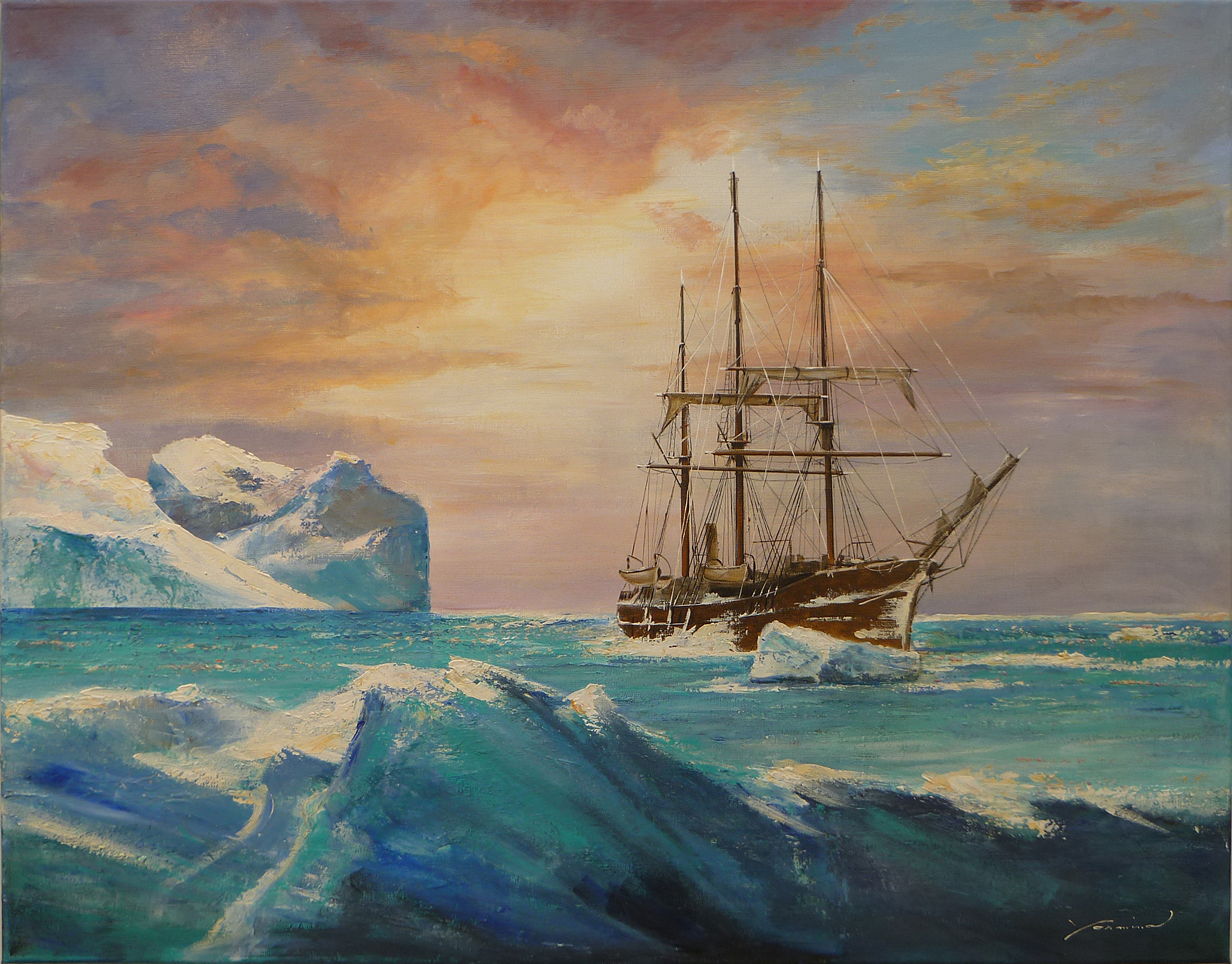
Belgica, par le peintre belge Yasmina

La Belgica est à l'origine un baleinier norvégien, nommé La Patria, construit en 1884 à Svelvik sous la direction du maître charpentier Christian Jacobsen. Il s'agit d'un trois-mâts barque avec huniers à rouleau pourvu d'une machine auxiliaire de trente-cinq chevaux nominaux des ateliers de la Nylands Voerksted de Christiania. Elle jauge deux cent quarante-quatre tonneaux et mesure trente mètres de long pour six mètres cinquante de large au maître-bau.
Elle est achetée le 2 juillet 1896 par le commandant Adrien de Gerlache de Gomery, prend les couleurs belge dès le 4 juillet et est rebaptisée Belgica en vue d'une expédition polaire internationale, sous l'égide belge, en Antarctique. Dans ce but, elle subit  dans les chantiers Christensen de Sandefjord, quelques modifications dont des renforts de coque et de gouvernail afin de résister à la glace, une nouvelle hélice et une nouvelle chaudière. Enfin, un rouf destiné aux laboratoires est construit sur le pont. Ce fut le premier bateau et les premiers hommes qui hivernèrent en Antarctique, de 1897 à 1899.
Après l'expédition antarctique, le navire changea plusieurs fois de propriétaire, il appartint notamment à Philippe d'Orléans qui l'utilisa pour ses expéditions à vocation cynégétique et naturaliste, à l'issue desquelles le rouf scientifique fut démonté et exposé au Muséum de Paris jusque dans les années 1960.
Quant au navire, il retourna en Norvège où il sombra le 19 mai 1940 sous le feu de l'aviation allemande lors des batailles de Narvik. L'épave gît par 22 mètres de fond ; elle a été retrouvée en 1990,. Certains envisagent un renflouement mais il sera délicat, car l'épave contient encore de nombreux explosifs,.

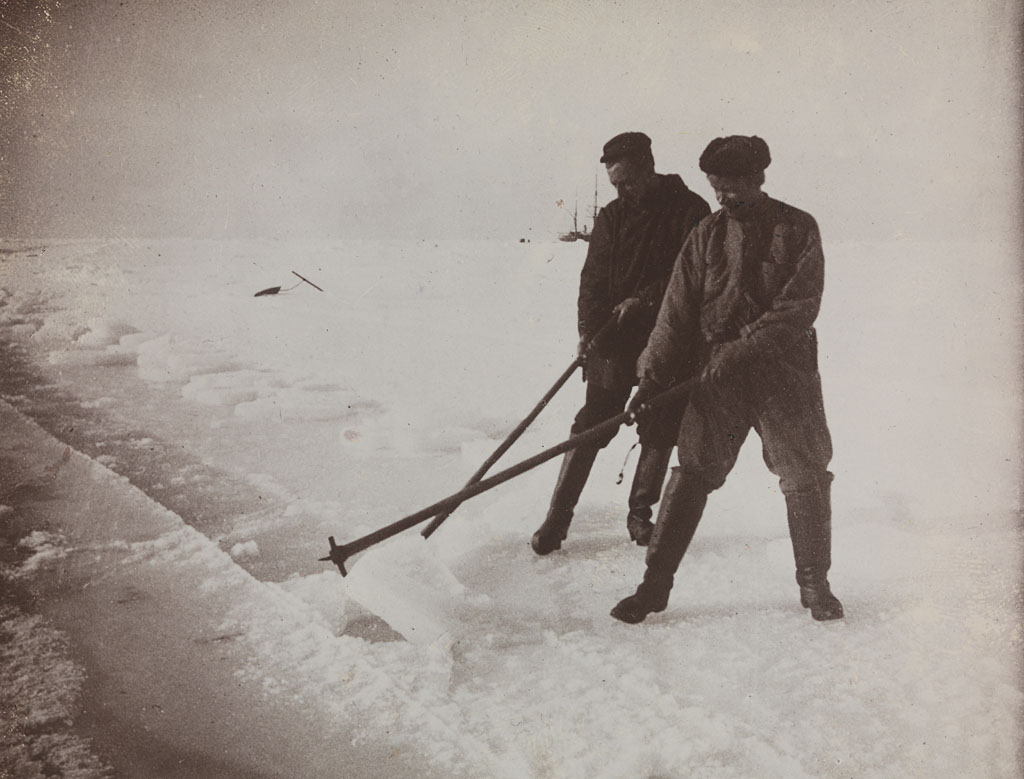
Roald Amundsen et Engelbret Knudsen sur la banquise en 1899.

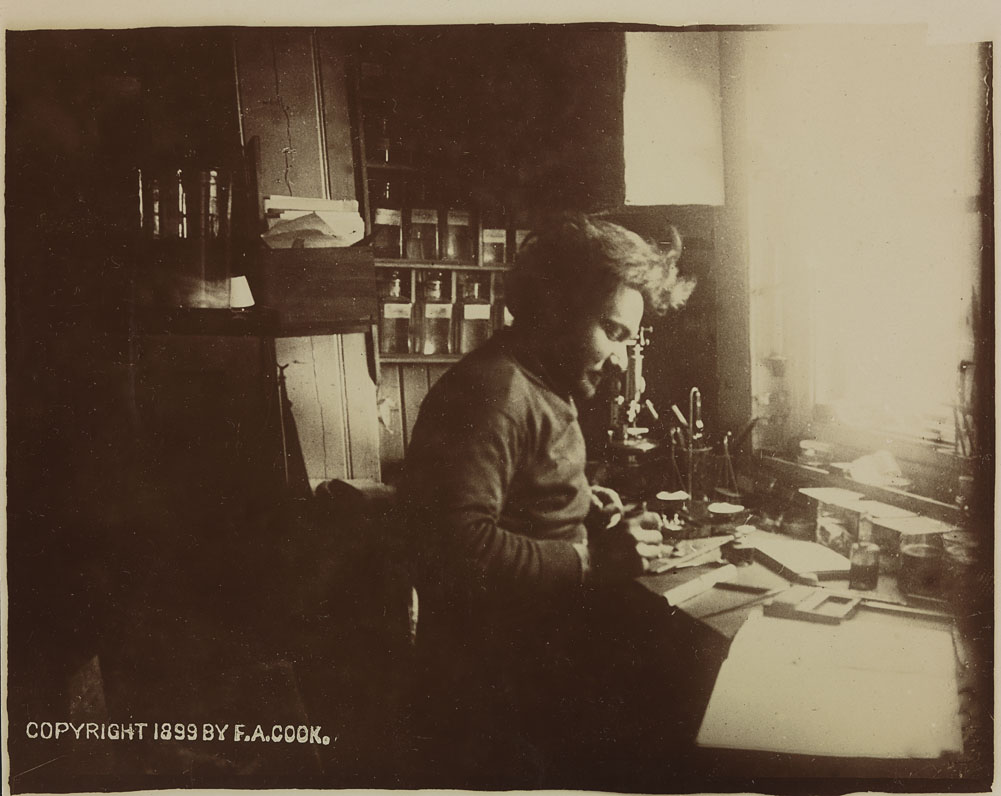
Le naturaliste du bord, Émile Racovitza dans le laboratoire de la Belgica.

## Équipage
Chose étonnante pour une époque où le nationalisme était une priorité et la concurrence entre nations pour les dernières Terra incognitae exacerbée, le commandant de Gerlache composa, en avance sur son temps, une équipe internationale. Autre innovation majeure qui en fait également un précurseur de toute l'ère contemporaine, une campagne axée essentiellement sur la recherche et pour laquelle il composa une équipe de très grande valeur. Y participèrent Roald Amundsen, Henryk Arctowski, Frederick Cook, Émile Danco et Émile Racovitza.
Quatre hommes sont débarqués à Punta Arenas pour insubordination ainsi que le cuisinier suédois embarqué à Montevideo perpétuellement malade. L'équipe est ainsi de dix-neuf hommes dont sept matelots.

### Officiers et scientifiques

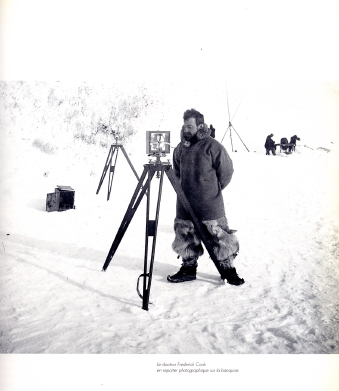
Le médecin du bord, Frederik Cook.

- Adrien de Gerlache, officier de marine, commandant (Belge)
- Georges Lecointe, officier d'artillerie, premier lieutenant (Belge)
- Jules Melaerts, officier de marine, troisième lieutenant (Belge)
- Roald Amundsen, officier de marine, second lieutenant (Norvégien)
- Henryk Arctowski, géologue, océanographe et météorologue (Polonais)
- Frederick Cook, docteur en médecine, photographe (Américain) (rejoint l'équipage à l'escale de Rio)
- Émile Danco, physicien du globe (Belge)
- Antoine Dobrowolski, météorologue (Polonais)
- Émile Racovitza, naturaliste (Roumain)
- Henri Somers (né à Lille le 21 février 1863), premier mécanicien (Français)
- Max Van Rysselberghe (né à Ixelles le 19 décembre 1878), second mécanicien (Belge)

### Marins
- Gustave-Gaston Dufour, mousse (Belge, né à Mons le 12/12/1876)
- Ludvig-Hjalmar Johansen, matelot (Norvégien, né à Moss le 25/2/1872)
- Engelbret Knudsen, matelot (Norvégien, né à Porsgrund le 26/2/1876)
- Johan Koren, matelot (Norvégien, né à Fredriksstad le 4/10/1879)
- Louis Michotte, cuisinier improvisé (Belge, né à Bruxelles le 16/11/1868)
- Jan Van Mirlo, matelot (Belge, né à Anvers le 12/7/1877)
- Adam Tollefsen, matelot (Norvégien, né à Hakestad le 3/3/1866)
- Karl-August Wiencke, matelot (Norvégien, né à Christiania (Oslo) le 22/8/1877)

Deux hommes perdent la vie lors de l'expédition :
- Karl-August Wiencke est emporté lors d'une tempête le 22 janvier 1898 (alors même que l'expédition approche la péninsule Antarctique), dans le détroit de Bransfield ;
- Émile Danco décède le 5 juin 1898 pendant l'hivernage, victime d'une pathologie cardiaque.

## Hommages
Un escarpement de 425 km de long sur Mercure a été nommé "Belgica Rupes" par l'Union astronomique internationale sur base d'une suggestion de l'équipe MESSENGER.
La mouche Belgica antarctica a été nommée en hommage à l'Expédition antarctique belge.

## Galerie

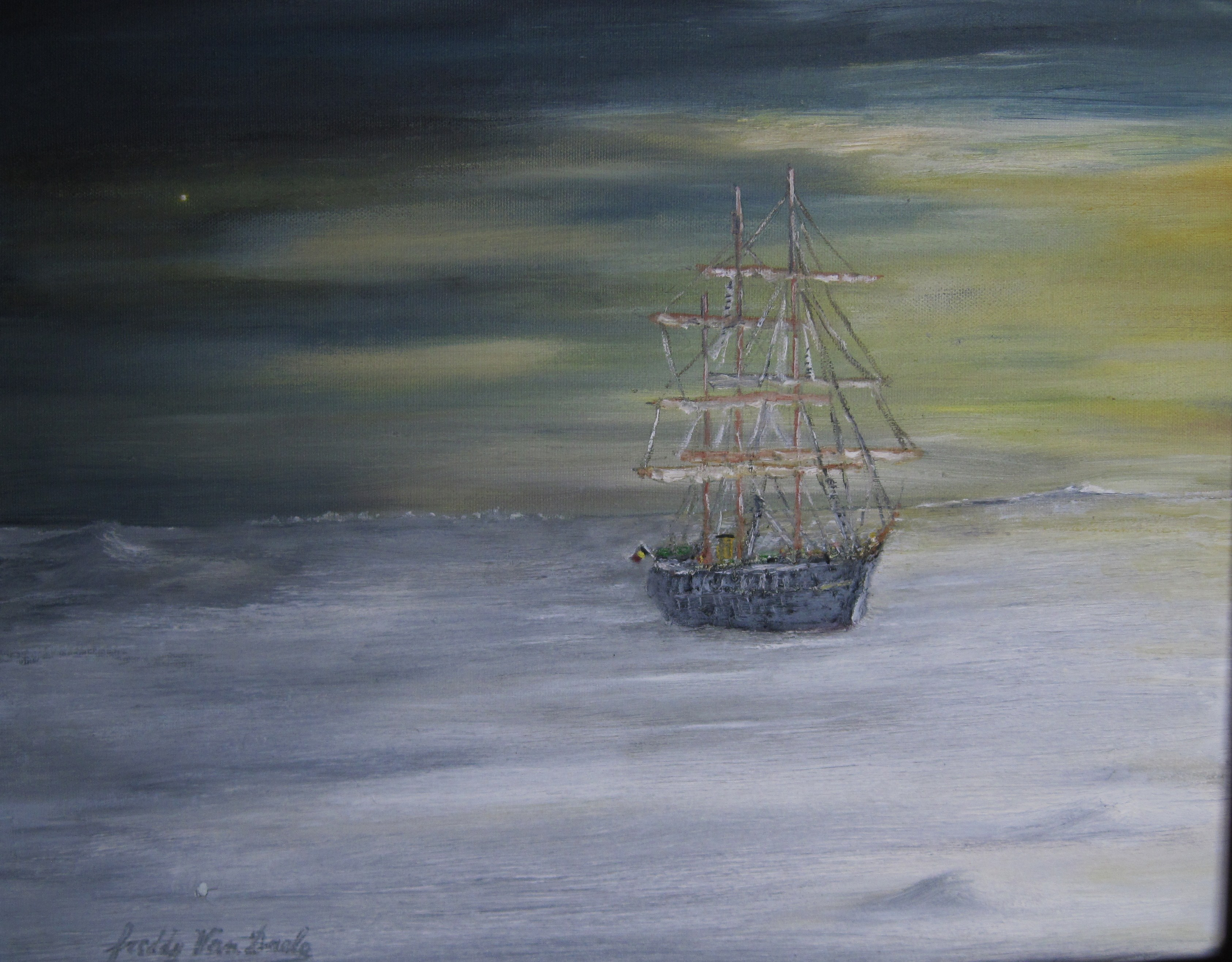
La Belgica, peinture par Freddy Van Daele de Hosdent (Belgique, 1998).
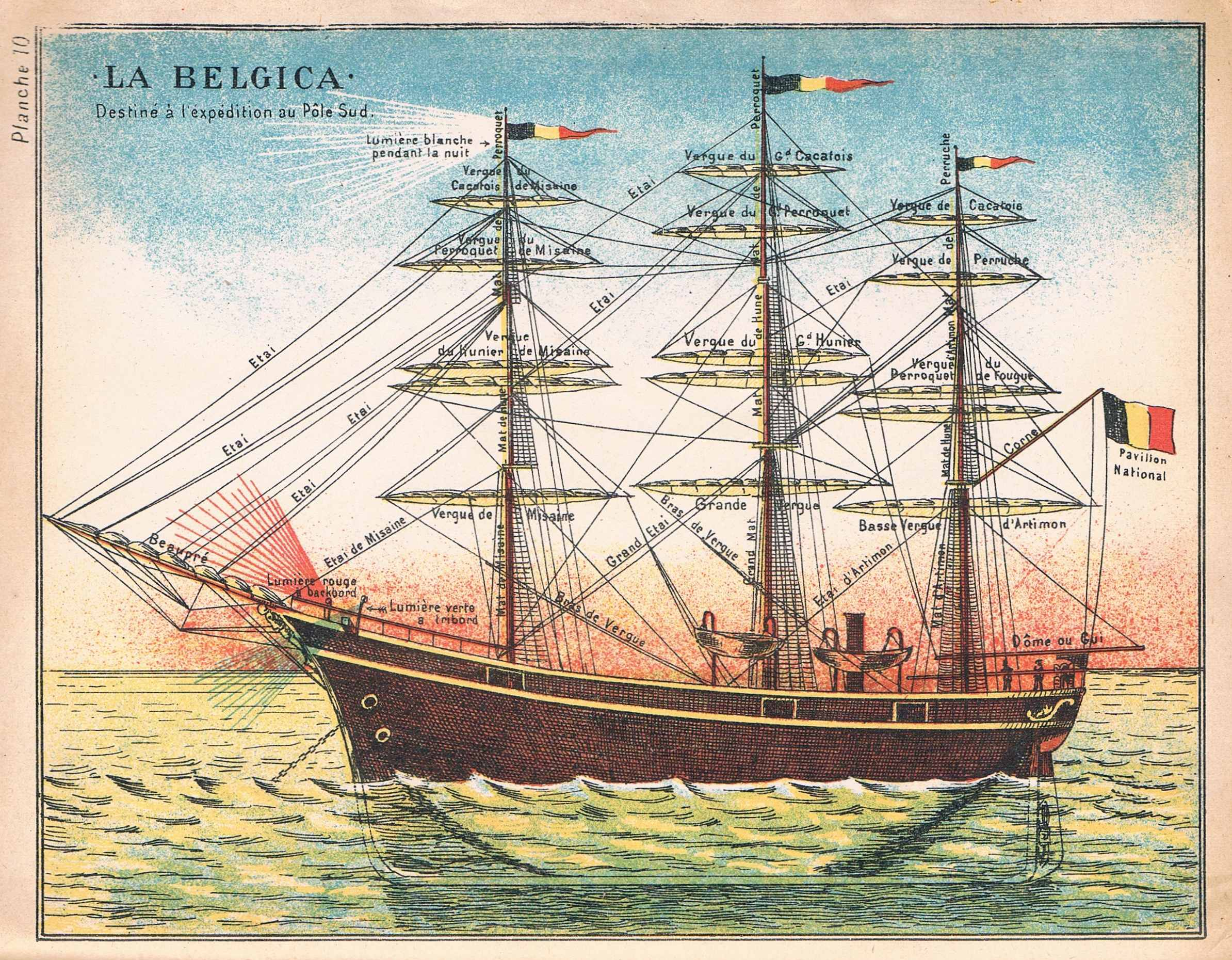
La Belgica, planche éducative d'un cahier d'écolier, ca. 1900.

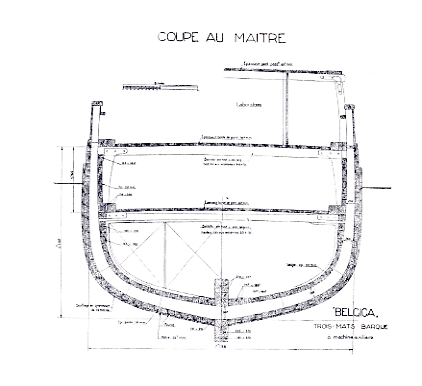
Dimensions principales.
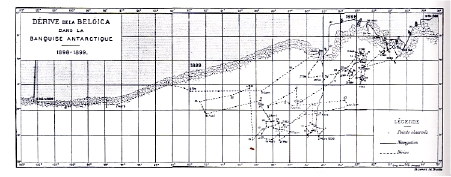
Carte de la dérive relevée par l'équipage.
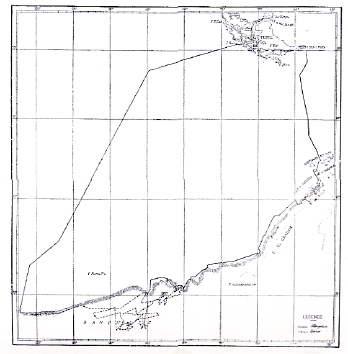
Itinéraire de la Belgica.

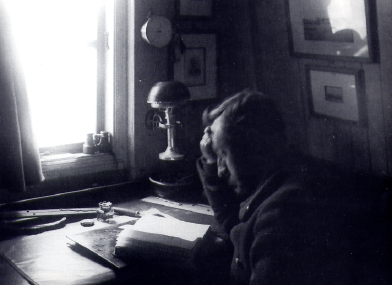
Le commandant de Gerlache dans sa cabine.
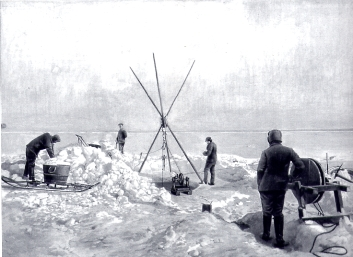
Mesure des courants sous-marins.

### Documentaire
- Des Belges sur la banquise, première diffusion 29 janvier 2000, documentaire de 52 min réalisé par Gérard Miserque et Willy Estersohn pour la RTBF (Radio et Télévision Belge Francophone).